# Фрибург (Илиноис)
Фрибург (енгл. Freeburg) град је у америчкој савезној држави Илиноис.

## Демографија
По попису из 2010. године број становника је 4.354, што је 482 (12,4%) становника више него 2000. године.
| Група             | 2000.         | 2010.         |
| Белци             | 3.784 (97,7%) | 4.227 (97,1%) |
| Афроамериканци    | 6 (0,2%)      | 17 (0,4%)     |
| Азијати           | 8 (0,2%)      | 11 (0,3%)     |
| Хиспаноамериканци | 43 (1,1%)     | 47 (1,1%)     |
| Укупно            | 3.872         | 4.354         |